# Kastell Oudenburg
Das Kastell Oudenburg ist ein römisches Auxiliarkastell auf dem Gebiet der Stadt Oudenburg in der belgischen Provinz Westflandern (West-Vlaanderen), das vom Ende des 2./Anfang des 3. Jahrhunderts bis zum Ende des 4./Anfang des 5. Jahrhunderts zunächst dem Küstenschutz der Provinz Gallia Belgica diente, und später als Bestandteil der Sachsenküste (Litus Saxonicum) fungierte.

## Lage
Im modernen Siedlungsbild befindet sich das ehemalige Kastell und heutige Bodendenkmal im Ortszentrum von Oudenburg, knapp acht Kilometer Luftlinie von der Nordseeküste entfernt. In antiker Zeit lag es am Rand der Küstenebene, einem Wattgebiet mit Schlick und Salzwiesen. Am Rand dieser Ebene bot der Ausläufer eines Sandrückens eine topographisch/geologisch günstige Position mit guter Übersicht und hinreichend solidem Baugrund. Auch trafen hier zwei wichtige römische Straßen aufeinander, deren eine vom Siedlungsplatz über Aartrijke (Artiriacum?) nach Bagacum Nerviorum (Bavay) führte, während die andere eine Verbindung über Brügge (gallorömische Siedlung) zum Kastell Aardenburg bildete. Im defensiv-strategischen Konzept der Spätantike war Oudenburg wahrscheinlich ein wichtiger Garnisonsort und ist möglicherweise die nordwestlichste Befestigung der Sachsenküste auf dem Kontinent.

## Forschungsgeschichte

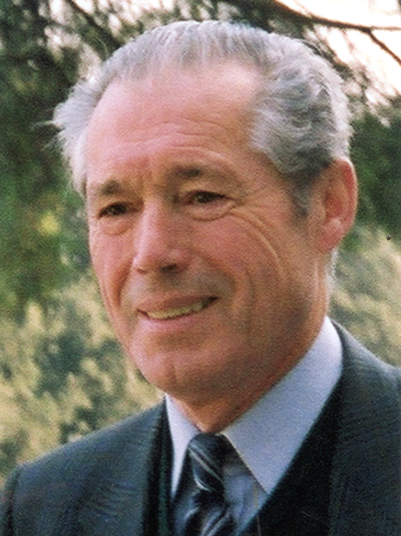
Joseph Mertens (1921–2007)
Entdecker des Kastells Oudenburg

Seit dem Beginn des 17. Jahrhunderts sind regelmäßige Funde römischer Münzen und Keramik aus Oudenburg bekannt. Der ältere Name des Ortes, Aldenborg geht auf eine alte Festung zurück, die bereits vor der Wikingerzeit existiert haben muss. Ein anonymer Kleriker der Sint-Pietersabdij verfasste zwischen 1084 und 1087 das Tractatus de Ecclesia Sancti Petri Aldenburgensis (Traktat über die Kirche St. Peter in Oudenburg), in dem er unter anderem den Zustand der römischen Ruinen beschrieb. Auch im heutigen Straßenraster spiegelt sich noch der Verlauf der Hauptstraßen des Kastells wider.
Basierend auf diesen Kenntnissen wurden 1956/1957 und 1960 die ersten archäologischen Ausgrabungen unter der Leitung von Joseph Mertens (1921–2007) aufgenommen. Es war schließlich Mertens, der die Existenz des römischen Kastells nachwies. Er lokalisierte die Konturen des Steinkastells und grub am nordwestlichen Eckturm und am Nordturm des Westtores. In den Jahren 1963−1964 und 1968 legte Mertens etwa 400 Meter westlich des Kastells 216 Gräber eines Soldatenfriedhofs aus der zweiten Hälfte des 4. Jahrhunderts und dem beginnenden 5. Jahrhundert frei, nachdem bereits 1962 weiter südlich einige Gräber eines etwas älteren Friedhofs angeschnitten worden waren. Unterhalb der Gräber wurden Spuren einer Zivilsiedlung aus der Hohen Kaiserzeit entdeckt. Weitere Untersuchungen in den 1970er Jahren brachten die Erkenntnis, dass das Kastell eine lange Belegungsdauer vom Ende des zweiten bis zum Beginn des fünften Jahrhunderts hinter sich hatte. Während der Grabungskampagnen 1990−1992 und 1994 wurde unter anderem ein drittes Gräberfeld mit Feuerbestattungen aus dem zweiten und der ersten Hälfte des dritten Jahrhunderts entdeckt. Eine weitere größere archäologische Untersuchung fand unter der Leitung von Sofie Vanhoutte von 2001 bis 2005 statt.

## Kastellbefunde
Bereits in der zweiten Hälfte des ersten Jahrhunderts hatte sich auf dem heute Oudenburger Gebiet eine zivile römische Handelsniederlassung gebildet, die sich im Laufe des zweiten Jahrhunderts zu einem wirtschaftlich prosperierenden Vicus entwickelte. Die Militärs nutzten die bestehenden Infrastrukturen und schützten im Gegenzug die Vicusbewohner. Die zivile Besiedlung wurde im dritten Viertel des dritten Jahrhunderts aus unbekannten Gründen aufgegeben und der Platz erhielt einen rein militärischen Charakter. Hatte Joseph Mertens für das Kastell noch drei Bauphasen postuliert, so wies Sofie Vanhoutte insgesamt fünf Perioden nach.

### Periode 1
Das älteste Kastell war ein Holz-Erde-Lager. Es war von einem an der Basis wahrscheinlich fünf bis sechs Meter breiten Wall umgeben, der vermutlich eine hölzerne Palisade trug. Ein 2,5 m breiter Spitzgraben konnte auf einer Länge von rund 108 m verfolgt werden. Da die nördliche Begrenzung der ältesten Befestigung deutlich südlicher liegt, als die der späteren Kastelle, während sich die südliche Mauer bei allen Lagern an der gleichen Stelle zu befinden scheint, kann gefolgert werden, dass das älteste Kastell wesentlich kleiner als die nachfolgenden Anlagen gewesen sein muss. Verschiedene Befunde unterhalb der Umwehrung sind als Spuren einer älteren, dem Kastell vorhergehenden zivilen Besiedlung angesprochen worden. Im Kastellinneren wurden Holzkonstruktionen freigelegt, die parallel zum Wehrgrabens ausgerichtet und der ältesten Kastellphase zuzuordnen sind. Einer dieser Befunde misst etwa 5,5 m mal 3,8 m und wurde in Fachwerkbauweise errichtet. Mit seiner Aufteilung in zwei Räume kann er als Contubernium angesprochen werden. Spuren der anschließenden Contubernia fehlen jedoch, vermutlich bedingt durch spätere Störungen und die nur flach erhaltenen Spuren der Eintiefung der Konstruktion in den Boden. Das mutmaßliche Contubernium war mit einer Entwässerungsrinne versehen. Interessant ist ein parallel zur Südmauer ausgerichtetes, 7,3 m mal 4 m messendes, mit Firstpfosten stabilisiertes Gebäude, bei dem in einer Ecke eine Pfostenstruktur mit den Maßen von 2 m mal 0,8 m identifiziert werden konnte. Analog zu einem Befund im Kastell Heidenheim wurde diese Konstruktion als mögliches Etagenbett gedeutet, wodurch es sich bei dem Gebäude um ein weiteres Contubernium handeln könnte, womöglich um ein Gebäude, in dem Kavalleristen mit ihren Pferden untergebracht waren. Ein großes Gebäude von mindestens 12,5 m Länge wurde als Horreum angesprochen. Eine sehr großes Stück Eisenschlacke könnte die Hinterlassenschaft eines Rennofens sein, und auch das Fragment eines Schmelztiegels weist auf metallverarbeitende Tätigkeiten in der ersten Kastellperiode hin.
Das meiste keramische Fundmaterial der ältesten Periode entstammt der Zeit um das Ende des zweiten Jahrhunderts und den Anfang des dritten Jahrhunderts. Einige Scherben engobierter Metallglanzware aus Augusta Treverorum (Trier), die aus Befunden eindeutig militärischen Charakters geborgen worden waren, weisen darauf hin, dass die älteste militärische Belegung des Platzes frühestens um 200 begann. Auch der Stempel des selten vorkommenden Trierer Töpfers DRVCAVRSV weist auf die erste Hälfte des dritten Jahrhunderts. Die Errichtung des ersten Kastells lässt sich daher vermutlich auf die Zeit um 200 datieren. Diese älteste Fortifikation war ein provisorisches Lager und wurde vermutlich bereits nach kurzer Zeit, im frühen dritten Jahrhundert wieder aufgegeben.

### Periode 2
Im zweiten Viertel des dritten Jahrhunderts wurde das Kastell der Periode 1 durch ein neues Holz-Erde-Lager ersetzt. Zuvor wurde das Gelände planiert und zum Teil drainiert. Der Graben des alten Kastells wurde verfüllt und ein neuer Graben von 3,5 m Breite angelegt. Der alte Wall wurde erhöht und an der Basis auf rund zehn Meter verbreitert. Der Umriss des neuen Lagers belief sich auf 163 m mal 146 m, womit es eine Fläche von rund 2,4 Hektar in Anspruch nahm.     In seiner Südwestecke befand sich ein großes Gebäude von 32 m mal 23 m Grundfläche (= 736 m²). Im Inneren dieses Gebäudes wurden eine Anzahl kleiner Räumen, die sich zu einem Flur hin öffneten, einige größere Räume und ein Innenhof identifiziert. Das Bauwerk wurde als Valetudinarium angesprochen, die kleinen Räume als Patientenzimmer, die größeren als Operationssäle oder ähnliche Funktionsräume gedeutet. Das Gebäude war in Fachwerkbauweise konstruiert und mit verputzten und mit Mamorimitation oder mit florealen und geometrischen Mustern bemalten Wänden sowie mit einem Mörtelsplitterboden ausgestattet. Da auch die östliche Außenseite des Gebäudes bemalt war, wurde vermutet, dass sich außen noch eine Portikus befunden haben könnte, deren Pfosten sich möglicherweise außerhalb des damaligen Grabungsareals befanden. Ein kleines Gebäude im Innenhof war mit einer Apsis versehen und wurde als Sacellum interpretiert. Die Entdeckung dieses Valetudinariums gilt als singulär für den Bereich der gallischen Provinzen.
Einige Scherben der zweiten Periode stammen aus Tabernae. Sie wurden in der Töpferwerkstatt von Julius II./Julian I. produziert, deren Waren nach 233 im überregionalen Handel an Bedeutung gewannen und an anderen Fundorten repräsentativ für Fundkomplexe aus dem zweiten Viertel des dritten Jahrhunderts stehen. Die Errichtung des zweiten Holz-Erde-Lagers kann daher mit einiger Wahrscheinlichkeit auf das zweite Viertel des dritten Jahrhunderts datiert werden.

### Periode 3
Vor der Errichtung des dritten Kastells wurde das Gelände erneut nivelliert, wobei auch vergängliche organische Materialien Verwendung fanden. Der Graben der Periode 2 wurde verfüllt und ein neuer Graben auf der gleichen Trasse angelegt. Der Wall wurde zum Teil abgetragen, vermutlich um die Palisadenhölzer zu bergen, und dann wieder aufgeschüttet. Ein hölzerner Verbau fixierte die Basis des Walls, der nun eine Breite von bis zu zwölf Metern erreichte. Der Neubau der Umwehrung brachte auch eine räumlichen Neuordnung der Innenstrukturen mit sich. In der Südwesteckecke des Lagers konnten nun die Reste mehrerer Holzgebäude und einiger Zäune identifiziert werden. Die Gebäude, die überwiegend mit Herdstellen ausgestattet waren, weisen einige Instandsetzungsphasen auf und lassen sich damit innerhalb der Periode 3 zeitlich weiter differenzieren.
Das Zusammensetzung des keramischen Fundmaterials dieser Periode ähnelt sehr der folgenden. Aber ein Antoninian, der entweder von Gordian III. (238-244) oder von Philippus Arabs (244-249) stammt, liefert einen brauchbaren Terminus post quem, um den Bau des dritten Kastells in die Mitte des dritten Jahrhunderts zu datieren.

### Periode 4

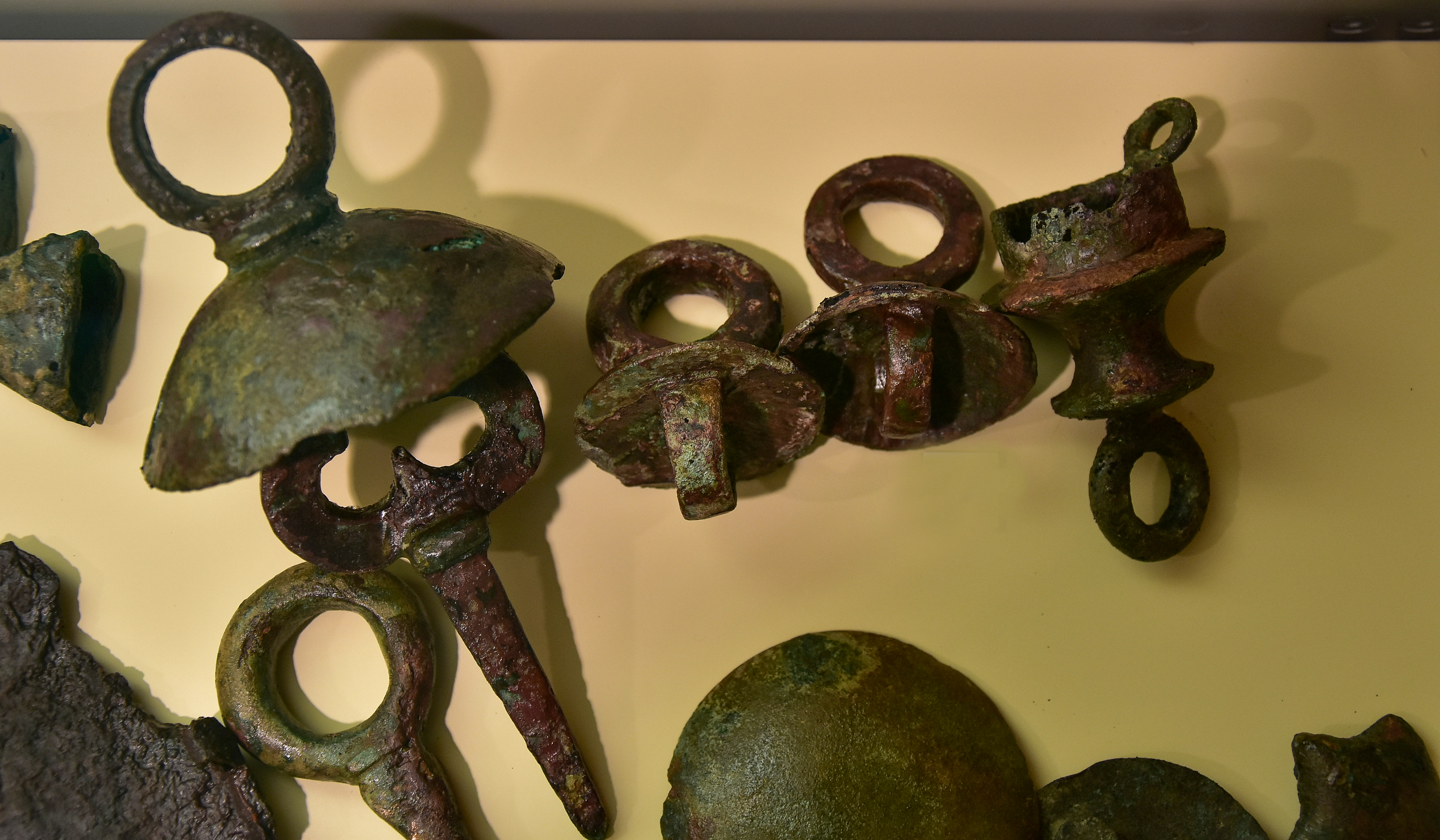
Bronzenes Pferdegeschirr
(3. oder 4. Jahrhundert)
FO: Oudenburg
AO: Romeins Archeologisch Museum

Nach der Mitte des dritten Jahrhunderts wurde das bisherige Holz-Erde-Lager durch ein Steinkastell ersetzt. In seiner Ausrichtung folgte es den vorangegangenen Kastellbauten, wies aber einen leicht unregelmäßigen Grundriss auf. Seine Seitenlängen betrugen 147 m an der Nord- und 162,5 m an der Südseite, sowie 183 m an der West- und 182,5 m an der Ostseite, womit es eine Fläche von rund 2,8 Hektar einnahm. Durch Fundamentreste konnte eine Mauerstärke von 1,3 m Mächtigkeit ermittel werden, was im Vergleich zu den normalerweise durchschnittlich drei Meter dicken Festungsmauern der spätrömischer Zeit erstaunlich wenig ist. Die Mächtigkeit des Schichtenpakets mit mehreren aufeinanderfolgenden Laufniveaus und das vielfätlige Fundmaterial weisen darauf hin, dass dieser Lagerbau von Anfang an keinen provisorischen Charakter hatte. Ein 1977 ergrabenes, 18,5 m mal 13,5 m großes Steingebäude mit Mauern aus Tournai-Kalkstein wies das gleiche Mauerwerk auf wie die Wehrmauer, was für einen zeitsynchronen Aufbau des gesamten Kastells sprechen könnte. Die Bau dieser steinernen Festung in der zweiten Hälfte des dritten Jahrhunderts erinnert an die Errichtung der meisten Bollwerke an der Sachsenküste Britanniens ab 260, zumal der Grundriss des Kastells Oudenburg dem der Kastelle von Portus Adurni (Portchester) und Rutupiae (Richborough) stark ähnelt. An drei Stellen konnten durch Ausbruchspuren Erkenntnisse über den Aufbau der Türme gewonnen werden. Der nordwestliche Eckturm hatte einen runden Grundriss mit einem Durchmesser von rund neun Metern. Der Nordturm des Westtores besaß nach Mertens einen achteckigen Grundriss. Der nordöstliche Eckturm dürfte wieder eine runde Form und einen Durchmesser von etwa acht Metern gehabt haben, wobei eine Hälfte des Turms ins Kastell eingezogen- und die andere Hälfte vorspringend war. Weitere Ausgrabungen zeigte, dass die Wehrmauer auch mit Zwischentürmen versehen war. So fand man das Fundament einer hohlen, halbkreisförmigen Bastion mit einer Breite von ungefähr sechs Metern und einer Tiefe von etwa dreieinhalb Metern. Dieser Turm befand sich genau auf halber Strecke zwischen dem nordöstlichen Eckturm und dem Ostturm des Nordtores. Als Annäherungshindernis diente ein mächtiger Verteidigungsgraben von über 30 Metern Breite [!] und fünf Metern Tiefe. Im südwestlichen Bereich des Kastellinnenraums befand sich ein Handwerkerviertel.
Am Fuße des westlichen, an die Wehrmauer angeschütteten Erdwalls waren rund zwanzig Herdplätze und zwei Öfen errichtet worden. Diese hohe Anzahl weist auf eine Werkstätte (fabrica) hin. Auch an der Süd- und an der Ostseite des Handwerkerviertels scheinen sich fabricae befunden zu haben. Im Süden enthielt eine große, flache Grube viele Abfälle, wie sie bei der Herstellung von Bronze anfallen. Auf der Ostseite scheint gleich eine ganze Batterie von Öfen gestanden zu haben und längs des Sockels des südlichen Erdwalls wurden die ausgebrannten Reste einer überdachten Werkstatt freigelegt, in der zwischen verkohlten Balken Dutzende von Bronze- und Eisenfunden umher lagen. In der Regel wurden Ausbesserungsarbeiten an Geräten und Waffen in den Militärlagern selbst durchgeführt. In Oudenburg scheinen darüber hinaus auch Spiralfibeln selbst produziert worden zu sein. Der nördliche Bereich der Produktionszone scheint ferner bei der Getreideverarbeitung eine Rolle gespielt zu haben. Schichtenpakete mit verkohlten Körnern wurden gefunden. Das Getreide scheint dort gelagert oder verarbeitet worden zu sein, wofür eine hohe Anzahl von Mühlsteinfragmenten spricht. Ein wichtiger Fund inmitten des Handwerkerviertels war eine rund 10 m mal 10 m messende Abfallgrube, aus der 5640 Keramikfragmente von mindestens 739 verschiedenen Gefäßen, ein paar Bronzegeschirre, Lederschuhe, Holzschalen, ein paar Tierkadaver sowie zahlreiche Eisen- und Bronzefunde geborgen wurden. Nachdem die Archäologen zunächst von einem rituellen Kontext ausgegangen waren, geht man nach neueren Analysen des Grubeninhalts davon aus, dass die Grube schlicht Konsumabfälle enthielt.
Für die Datierung der vierten Bauphase liegt eine dendrochronologische Bestimmung für das Jahr 265 (±5 Jahre) vor. Auch die oben beschriebene, mit 5640 Scherben gut gefüllte Abfallgrube lässt nach Auswertung der Keramiken eine Datierung auf den Zeitraum von 260 bis 270 zu. Die Funde aus den jüngsten Schichten dieser Periode weisen auf das spätere dritte Jahrhundert, das Ende der Periode ist aus den Funden jedoch nur schwer abzuleiten. Vermutlich muss die vierte Bauphase zwischen etwa 260 und 280 angesiedelt werden, wobei die Befunde und Funde eine Lücke zwischen dem Ende der vierten und dem Beginn der fünften Periode aufweisen, was darauf hindeuten könnte, dass das Lager im späten 3. und/oder frühen 4. Jahrhundert vorübergehend verlassen worden ist.

### Periode 5

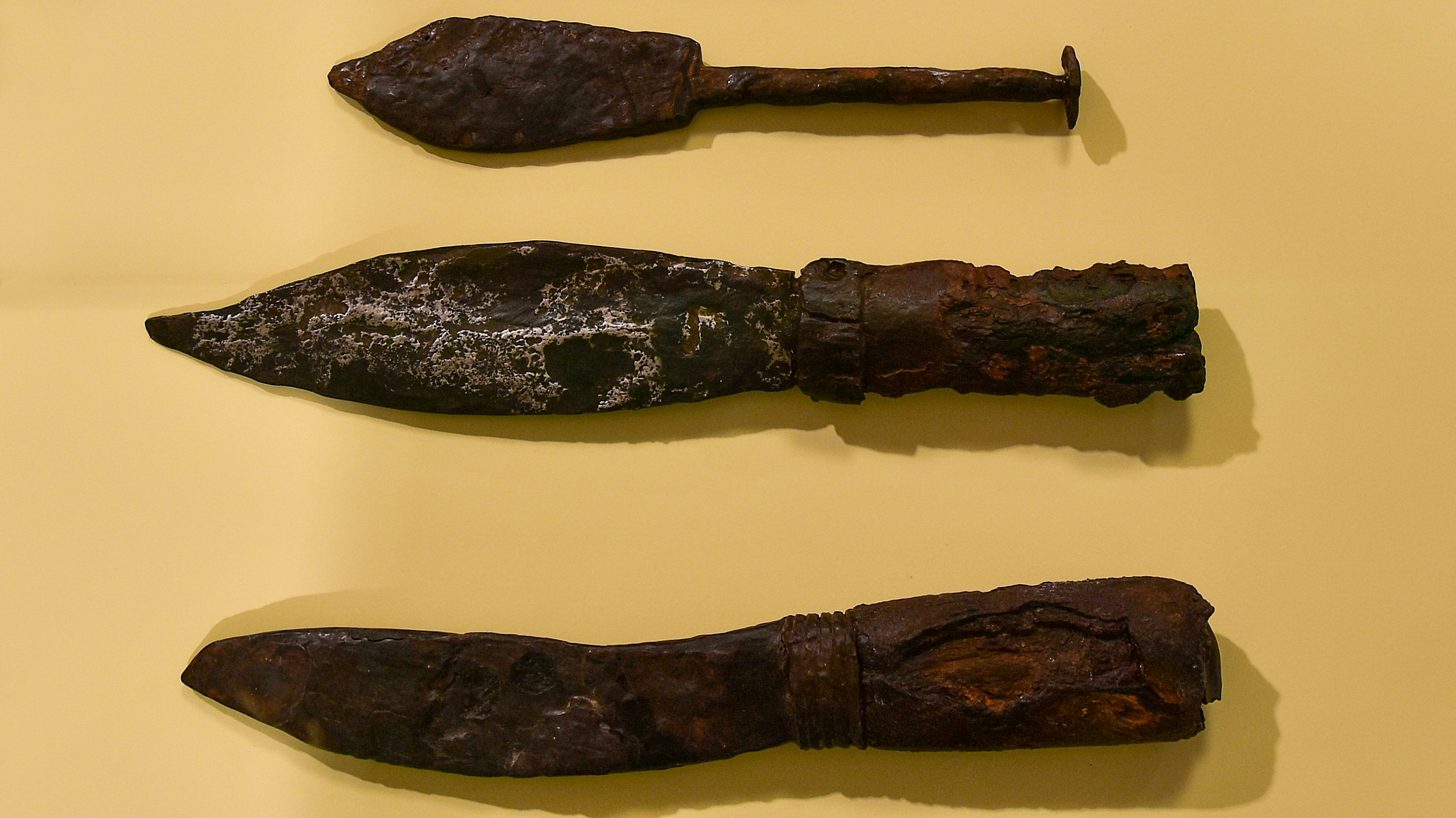
Eiserne Messer, um 400
FO: Oudenburg
AO: Romeins Archeologisch Museum

Der Beginn der Periode 5 wird durch eine Renovierungsphase des Steinkastells der Periode 4 im zweiten Viertel des vierten Jahrhunderts definiert. Der Erdwall an der Innenseite der Wehrmauer wurde auf etwa 7,5 m verschmälert, sein Wallfuß mit einer Holzkonstruktion stabilisiert. Während einer frühen Phase der Periode 5 wurde der südwestliche Kastellbereich von einem Steingebäude beherrscht, das als die Kastellthermen angesprochen wurde. (In der Spätantike befanden sich die Kastellbäder nicht mehr außerhalb der Wehranlagen, wie in der hohen Kaiserzeit, sondern im Kastellinneren.) Zwar wurde die Klärung der Gebäudefunktion durch den Umstand erschwert, dass die meisten Teile der Anlage mittelalterlichen Steinräubern zum Opfer gefallen war, Reste von Hypokaust-Böden in zwei verschiedenen, nebeneinander liegenden Räumen (insgesamt 5,5 m mal 7,75 m = 38,75 m²) weisen jedoch deutlich in diese Richtung. Das Hypocaustum trug einen durchschnittlich zehn Zentimeter dicken Boden aus Opus signinum, Fragmente von Tubuli (Hohlziegel) der Wandbeheizung fanden sich in Abfallschichten. Das Bauwerk ließ sich als Thermen vom so genannten Reihentyp identifizieren, eine Bauweise bei der die Reihenfolge der verschiedenen Badeabläufe linear erfolgte und nicht zirkular, wie beim so genannten Blocktyp. Das Gebäude ruhte auf einem einen Meter mächtigen Fundament aus mit Mürtel gebundenen Kalksteinen.
Andere Spuren, die in diesem Bereich gefunden wurden, gehören einer späteren Phase an. Dazu gehören Fundamentgräben für Holzzäune, ein 11,75 m mal 5,5 m großes, mit einem Durchgang versehenes, rechteckiges Gebäude, ein so genannter doppelter Brunnen und ein großes Becken von etwa 4,5 m mal 4,5 m, das wahrscheinlich zum Sammeln von Regenwasser verwendet wurde. Da naturwissenschaftliche Untersuchungen gezeigt hatten, dass sich Tiere auf dem Gelände befunden hatten (wahrscheinlich Pferde oder Rinder), zog Vanhoutte in Erwägung, dass die Holzzäune zum Einhegen von Pferden gedient haben könnten, sowie dass das Wasserbecken möglicherweise eine Pferdetränke und das langgestreckte Gebäude ein Pferdestall gewesen sein könnten, zumal in den entsprechenden Straten zahlreiche Funde von Pferdegeschirren zum Vorschein gekommen waren. Aufgrund der Münzreihe, der Rädchen-Sigillaten und von dendrochronologischen Daten können in der Periode 5 zwei Besiedlungshöhepunkte differenziert werden: einer im zweiten und einer im letzten Viertel des vierten Jahrhunderts. Ob es dazwischen eine Nutzungskontinuität gegeben hat, muss vorläufig noch offen bleiben. Vanhoutte sieht den ersten Peak in der Regierungszeit Konstantin I. (306-337) und den zweiten im Zusammenhang mit dem Küstenverteidigungssystem von Valentinian I. (siehe weiter unten).
Ein besonderer Befund ist der so genannte doppelte Brunnen, eine komplexe, zweiphasige Konstruktion. In einer ersten Phase wurde ein drei mal drei Meter messender Kastenbrunnen in eine runde, 5,5 m durchmessende Baugrube eingebracht. Die zum Ausgrabungszeitpunkt noch mit 1,7 m Höhe erhaltene Schalung reichte ursprünglich 3,5 m unter das antike Laufniveau. Sie war aus sekundär verwendeten Eichenbalken gefertigt, die ausweislich ihrer Bearbeitungsspuren zuvor als Bauhölzer verwendet worden waren. In diesem ersten Brunnen befand sich ein weiterer, mit nur 1,4 m Seitenlänge kleinerer Kastenbrunnen, der aus frisch gefällten Eichen erbaut war. Ein Schnitt durch beide Brunnen wies weder Aushub noch Spuren einer gestörten Füllung auf. Sowohl die dendrochronologischen Daten der verschiedenen Schalungen wie auch die Keramiken der zeigten jedoch eine zweiphasige Konstruktion an. Daraus folgt, dass der ursprüngliche Brunnen sorgsam ausgegraben und akribisch freigelegt worden sein musste, so dass keinerlei Ausgrabungsspuren sichtbar waren. Der Boden im Raum zwischen den beiden Schalungen wurde mit einer 20 m mal 50 cm dicken Lehmschicht bedeckt, wodurch eventuell aufsprudelndes Grundwasser gehemmt wurde. Eine darüber befindliche lehmig-organische Schicht voller Holzfragmente könnte eine Arbeitsebene beim Ausbau der Innenstruktur gewesen sein. Darauf folgte eine dichte Abfolge alternierender Ton-, Sand- und Moosschichten. Die innere Schalung war mit grünlichem Lehm und in die Fugen zwischen den Balken gepresstem Moos abgedichtet. Eine besondere Funktion der sorgsam geschichteten Füllung zwischen den beiden Brunnenkästen konnte bislang nicht erkannt werden, muss aber bestanden haben, da beispielsweise die Moose extra für den Brunnenbau aus einem bewaldeten Gebiet herangeschafft wurden. Am Grund des Brunnes fand sich nur eine knapp fünf Zentimeter dünne Schlammschicht die von der Brunnennutzung her verursacht worden war. Der Brunnen wurde während seiner Nutzungsdauer offenbar gut gewartet. Nach seiner Aufgabe wurde er als Abfallgrube verwendet.
Zur Datierung liegen dendrochronologische Daten des Brunnes vor. Dabei ist die Bestimmung der äußeren Schalung aus sekundär verwendetem Holz (Fälldatum 265 ±5) für die Periode 5 natürlich irrelevant. Aussagekräftig ist hingegen ein innerer Rahmen der Außenschalung, der auf die Jahre 319 bis 322 datiert werden konnte. Für den Bau des inneren Brunnens und damit für den Beginn der letzten Phase der Periode 5 gilt das dendrochronologisch gewonnene Datum der Innenschalung 375 (±5). Das korreliert auch insgesamt mit dem keramischen Fundmaterial aus der Brunnengrube, das sich allgemeiner der ersten Hälfte des vierten Jahrhunderts zuordnen lässt.

### Historische Hintergründe
Die Einrichtung der Garnisonen Kastell Maldegem (nach 170) und Kastell Aardenburg (175) infolge der chaukichen Überfälle in den Jahren 172-174 war wahrscheinlich der Beginn der Entwicklung eines Systems der Küstenverteidigung, dessen Bestandteil um das Jahr 200 auch das Kastell Oudenburg wurde. Dabei waren die drei Holz-Erde-Lager von Oudenburg möglicherweise nur temporäre, improvisierte Stellungen, die jeweils auf der Grundlage einer konkreten Bedrohungslage errichtet wurden. Diesbezüglich sind weitere Untersuchungen notwendig, um Kontinuitäten und/oder Brüche nachzuweisen. Das spätere, dauerhafte Steinkastell spielte wahrscheinlich in verschiedenen Stadien des sezessionistischen Imperium Galliarum eine Rolle. Dieses Reich war im Rahmen eines Aufstandes des Oberbefehlshabers der rheinischen Legionen, Marcus Cassianius Latinius Postumus (260-269) im Jahr 260 gegründet worden. Der Standort könnte bei den Abwehrkämpfen und Gegenoffensiven des Postumus gegen fränkische Stämme in den Jahren 260 bis 268 wichtig gewesen sein.
Vielleicht hängt die vorübergehende Auflassung der Festung am Ende der vierten Festungsperiode mit Invasionen zusammen, die zum Ende des dritten Viertels des 3. Jahrhunderts die Region verwüsteten. Die Wiederbesetzung der Fortifikation zu Beginn der Periode 5 findet wahrscheinlich in der zweiten Hälfte der Regierungszeit von Konstantin I. (306-337) statt. Später, in der zweiten Hälfte des 4. Jahrhunderts, wurde die Festung renoviert, wahrscheinlich im Rahmen der großangelegten Instandsetzungsmaßnahmen in den Verteidigungssystemen unter Valentinian I. (364-375). Der Grundriss der Festung aus, ihre Lage sowie diverse Funde deuten darauf hin, dass das Kastell Oudenburg höchstwahrscheinlich Teil der Sachsenküste (Litus Saxonicum) war, eines großräumigen spätrömischen Verteidigungssystems längs der britischen und gallischen Küsten.

### Truppen
Epigraphische Informationen über die Einheiten, die im 3. Jahrhundert in Oudenburg stationiert waren, liegen nicht vor. Zwei Rundkartuschen auf Dachziegeln könnten auf eine Armeeeinheit verweisen, sind jedoch nicht mehr lesbar. Auch über die Truppen des 4. Jahrhunderts gibt es keine inschriftlichen Hinweise, es lassen sich jedoch auf Umwegen einige Erkenntnisse über die Militärs dieser Zeit gewinnen. Zunächst weist das Fehlen von Waffen bei den Beigaben der Gräber dieser Zeit darauf hin, dass es sich um eine reguläre Einheit der römische Armee gehandelt haben muss und nicht um eine Söldnertruppe. Münzen aus einem Grab des spätrömischen Gräberfeldes (siehe weiter unten) sprechen dafür, dass der dort liegende, ehemalige Soldat (und damit auch seine Einheit) in der Provinz Pannonia stationiert gewesen war, bevor er nach Oudenburg versetzt wurde. Eine Studie der belgischen Archäologin Kathy Sas hatte überdies gezeigt, dass die Grabbeigaben von Soldatenfrauen oft Aussagen über ihre Männer zulassen. Die Funde der Frauengräber aus Oudenburg wiesen wiederum auf in Pannonien, aber auch in Raetien, in den Rheinprovinzen und Britannien stationierte Einheiten hin. Darüber hinaus deuteten zwei Gräber mit Tutulus-Fibeln an, dass diese beiden Soldatenfrauen möglicherweise nordgermanischer Abstammung gewesen waren.

### Nachkastellzeitliche Entwicklung
Einige Trümmeranhäufungen auf dem Gelände belegen den Abbruch des Kastells nach dessen Offenlassung. Trotzdem muss der Ort durch den Schutz, den die verbliebenen Ruinen bieten konnten, für manche Menschen gerade in den unsicheren Zeiten der Völkerwanderung eine gewisse Anziehungskraft gehabt haben. So lassen sich Herdstellen aus merowingischer Zeit nachweisen. Es folgt eine karolingische Besiedlungsphase. Schon früh beginnt die Nutzung des Areals als Steinbruch. Nach den frühmittelalterlichen Wiederbesiedlungen wurde eine bis zu einem Meter mächtige schwarze, mit älteren Artefakten und organischem Material durchmengte Schicht aufgeschüttet, bei der sich zwei Aufbringungsphasen differenzieren lassen, die durch ein mutmaßliches Laufniveau getrennt sind. Naturwissenschaftliche Analysen zeigten, dass dabei bewusst das Material römischer Abfallgruben und -halden verwendet wurde, möglicherweise um fruchtbaren Boden für den Gartenbau zu gewinnen. Neben römischen fanden sich auch merowingische und karolingische Artefakte im älteren Stratum dieses Schichtenpakets, darunter ein Kompositkamm sowie ein Dreizack (beide mit Linienverzierung), sowie eine Silbermünze von Ludwig dem Frommen (817-840) und Fibeln dieser Zeitstellung, so dass diese Phase der karolingischen Zeit zugewiesen werden kann. Die jüngere Auftragung fand wahrscheinlich erst im Hochmittelalter statt, wofür einige rot gestrichene Wand- und Randscherben von Kugeltöpfen aus dem 12. Jahrhundert sprechen.

## Vicusbefunde
Unter dem spätrömischen Gräberfeld, westlich des Kastells wurden zahlreiche Spuren eines weitläufigen, gallorömischen Vicus freigelegt. In einem Areal von rund 2500 m² wurden Pfostengruben, Fundamente eines steinernen Gebäudes, ein paar Brunnen sowie etliche Abfallgruben und Gräben freigelegt. In dem Steingebäude wurden Fundamentreste und Fragmente von Hypokausten, rosafarbener Bodenbelag und Freskenfragmente festgestellt, weswegen es als mögliches Thermengebäude angesprochen wurde. Nicht nur die qualitätvollen Gebäude, auch die materielle Kultur (repräsentiert beispielsweise durch eine hohe Anzahl Terra Sigillata vom Typ Drag. 30 aus dem zweiten und dritten Jahrhundert) sprechen für einen stark romanisierten Charakter des Ortes. Ingeborg Creus datiert den Ort in die Zeit zwischen der zweiten Hälfte des ersten und dem dritten Viertel des dritten Jahrhunderts. Auch im Kastellbereich, unterhalb der Schicht der Periode 1, wurden Spuren des Vicus identifiziert.
Spuren und Funde des Vicus wurden auch unter dem Kastell gefunden. Östlich und südlich des Militärlagers wurden Spuren festgestellt und Funde gemacht, die auf eine zivile Siedlung vom Ende des zweiten bis in die erste Hälfte des dritten Jahrhunderts weisen. Dabei wurden hauptsächlich Erkenntnisse über einen Teil des Vicus gewonnen, in dem primär landwirtschaftliche und handwerkliche ökonomische Aktivitäten stattfanden.
Spätrömische Aktivitäten außerhalb des Lagers konnten bis auf den Soldatenfriedhof nicht festgestellt werden. Die fehlenden Befunde und Funde dieser Zeit erwecken den Anschein, als ob der Vicus in der späten Kaiserzeit einfach aufgehört habe zu existieren.

## Gräberfelder

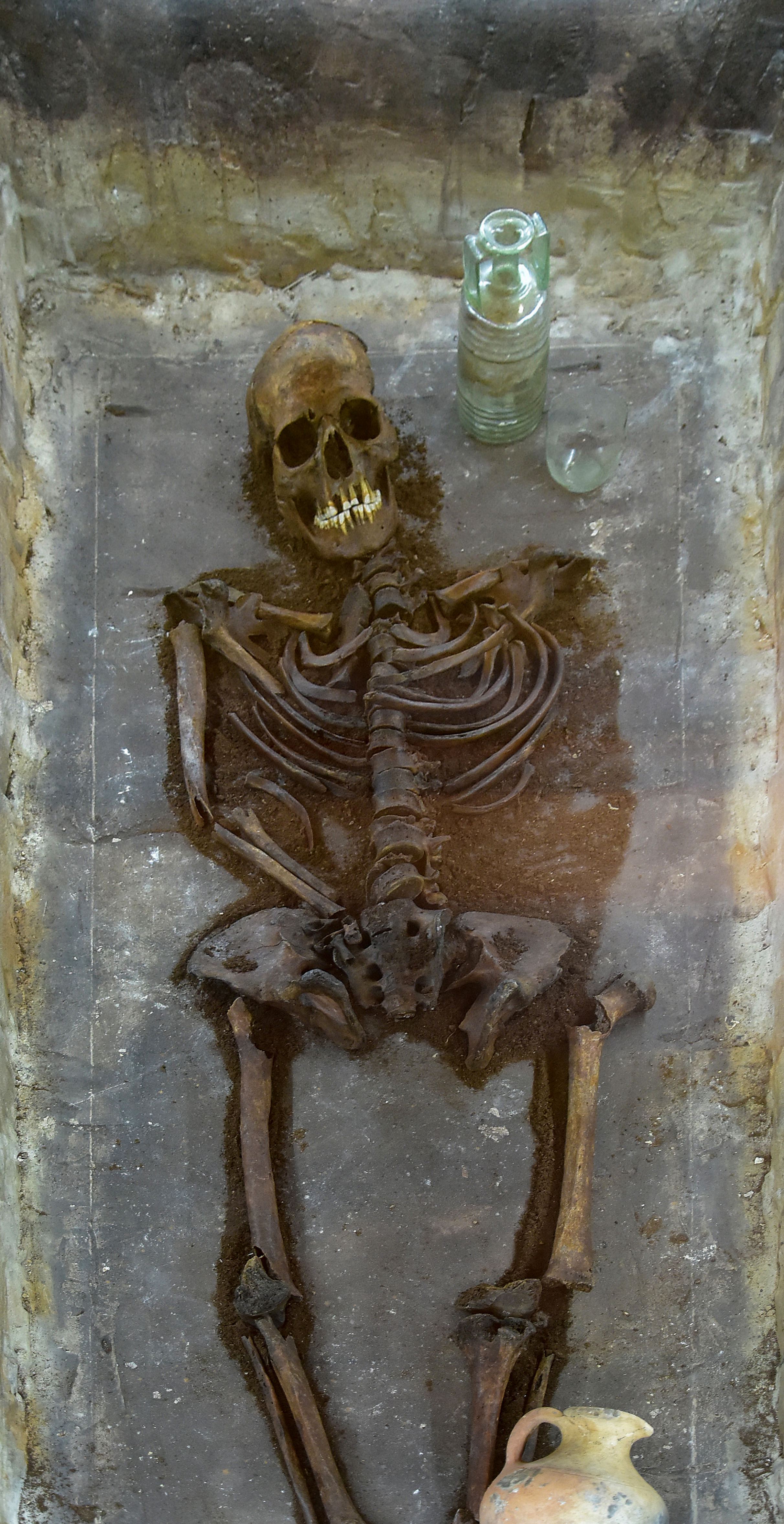
Körpergrab mit Beigaben, um 350
FO: Oudenburg
AO: Romeins Archeologisch Museum

Neben den folgend beschriebenen Gräberfeldern gab es im Oudenburger Gebiet noch in der Landschaft verstreute, kleinere Gräberanhäufungen, wie sie als indigene Bestattungsformen im Siedlungsgebiet der Menapier an sich nicht ungewöhnlich sind. Ungewöhnlich ist jedoch das Vorkommen dieser Häufungen auch in einem stark romanisierten Gebiet, wie es Oudenburg war.

### Gräberfeld 1
„Gräberfeld 1“ bezeichnet eine Ansammlung von insgesamt drei Gräbern. Es handelt sich um Körperbestattungen mit Beigaben, die auf den Zeitraum vom Ende des dritten bis in die erste Hälfte des vierten Jahrhunderts datiert werden. Möglicherweise handelt es sich um Soldatengräber.

### Gräberfeld 2 (Gräberfeld A)
Nur rund 400 Meter westlich des Kastells wurde ein großer spätrömischer Friedhof mit 216 Körpergräbern freigelegt, der auch unter der Bezeichnung „Gräberfeld A“ in die Literatur eingegangen ist. Die Skelette der Nekropole stammten hauptsächlich von erwachsenen Personen, es waren aber auch 16 Skelette von Kindern unter 15 Jahren dabei. Mindestens 21 Bestattungen konnten aufgrund der Beigaben als Gräber von Frauen bestimmt werden. Fast alle Körper wurden in einem Sarg platziert und mit Grabbeigaben innerhalb oder außerhalb dieses Sarges versehen. Die Reihe der Münzen, die in den Gräbern gefunden wurden reicht von Constantius I. bis in die Zeit nach 388. Auffallend viele Gräber (32) enthielten Zwiebelknopffibeln als Beigaben, zwei Gräber waren mit Tutulus-Fibeln versehen. Zahlreiche Bestattungen enthielten auch aufwendige Gürtelbeschläge in Kerbschnitttechnik. Es gab keine Waffenfunde, was darauf hinweist, dass eine reguläre Einheit der römischen Armee in Oudenburg stationiert gewesen sein muss. Dieses Gräberfeld ist von der letzten in Oudenburg stationierten Einheit belegt worden und der Kastellperiode 5 zuzuordnen.

### Gräberfeld 3 (Gräberfeld B)
Unmittelbar südlich der römischen Siedlung wurde ein großes Gräberfeld aus der Hohen Kaiserzeit entdeckt. Etwa 20 % der Fläche wurden ausgegraben, wobei rund 485 Gräber dokumentiert werden konnten. Bei der Mehrzahl der Gräber handelt es sich um Brandgräber. Abgesehen von einigen Urnengräbern und Brandschüttungsgräbern wird das Gräberfeld hauptsächlich von Brandgrubengräbern dominiert. Die Beigaben wurden dabei entweder in einer kleinen Nische neben der Grabgrube, manchmal auch darunter platziert. Die Gräber lassen sich mehrheitlich ins zweite Jahrhundert, ein kleiner Teil in die erste Hälfte des dritten Jahrhunderts datieren. Es gab nur wenige Körperbestattungen. Diese hatten keine gleichmäßige Ausrichtung, waren beigabenlos und sehr nachlässig ausgeführt. Sie ähneln darin einem Befund im Gräberfeld des Vicus Marktveld in Praetorium Agrippinae. Diese Bestattungsform war über das gesamte Gräberfeld verteilt. Ein Skelett trug an jedem Oberarme ein Eisenarmband. Mangels Beigaben lassen sich diese Gräber kaum datieren, da sie aber zum Teil die Brandgräber schneiden, müssen sie einer jüngeren Phase angehören. Auch vier Pferde wurden in dem Gräberfeld bestattet, was vermutlich auf die das Kastell belegende Truppengattung zurückzuführen ist.

### Gräberfeld 4
Bei Sondierungsgrabungen am östlichen Rand des römischen Oudenburg, wurde ein viertes Gräberfeld entdeckt. In drei Testschnitten wurden insgesamt neun Brandgräber gefunden, die Teil eines größeren Gräberfeldes gewesen sein könnten.

## Denkmalschutz und Fundpräsentation

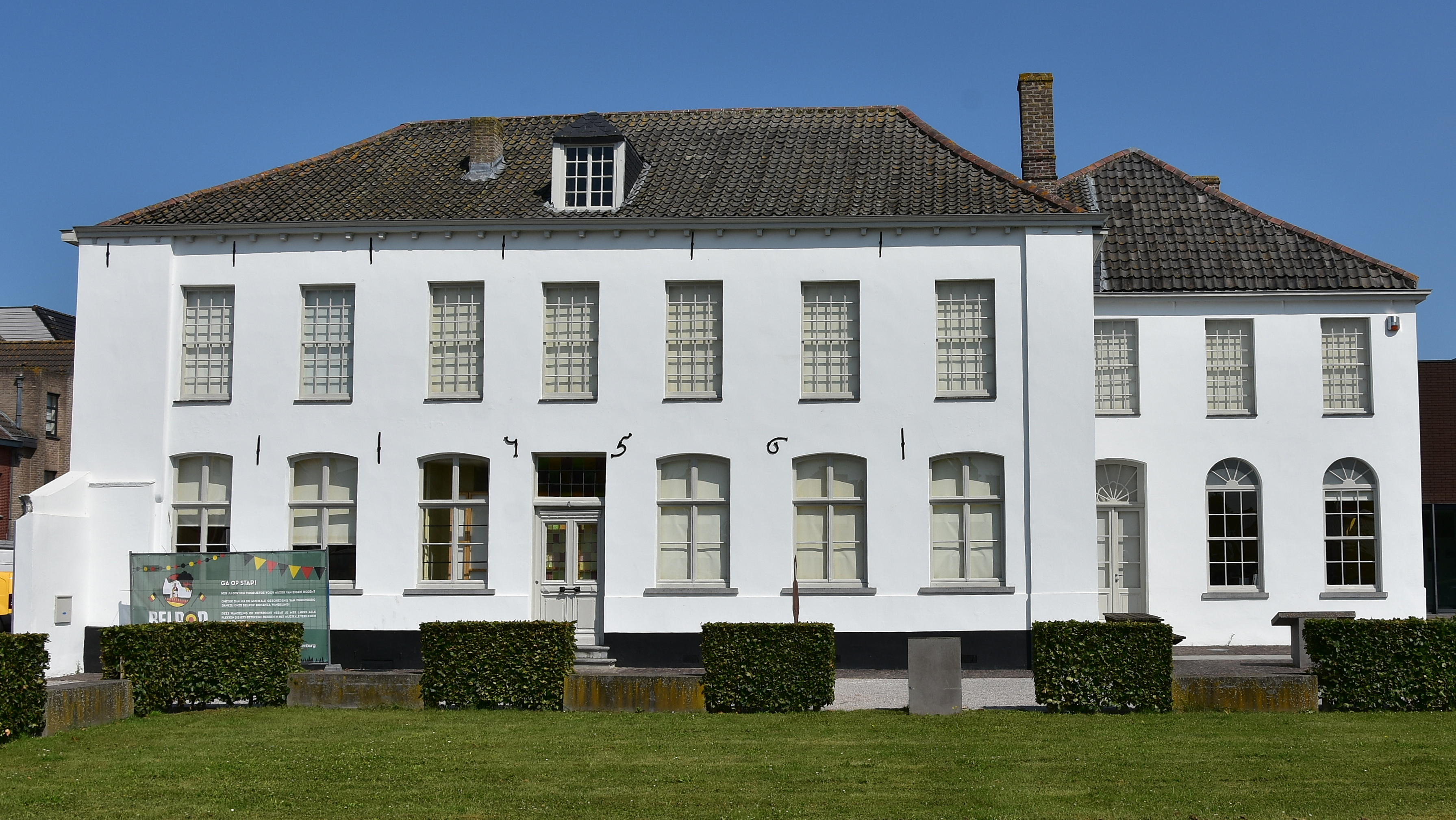
Romeins Archeologisch Museum im ehemaligen Abtsgebäude der Abtei St. Peter

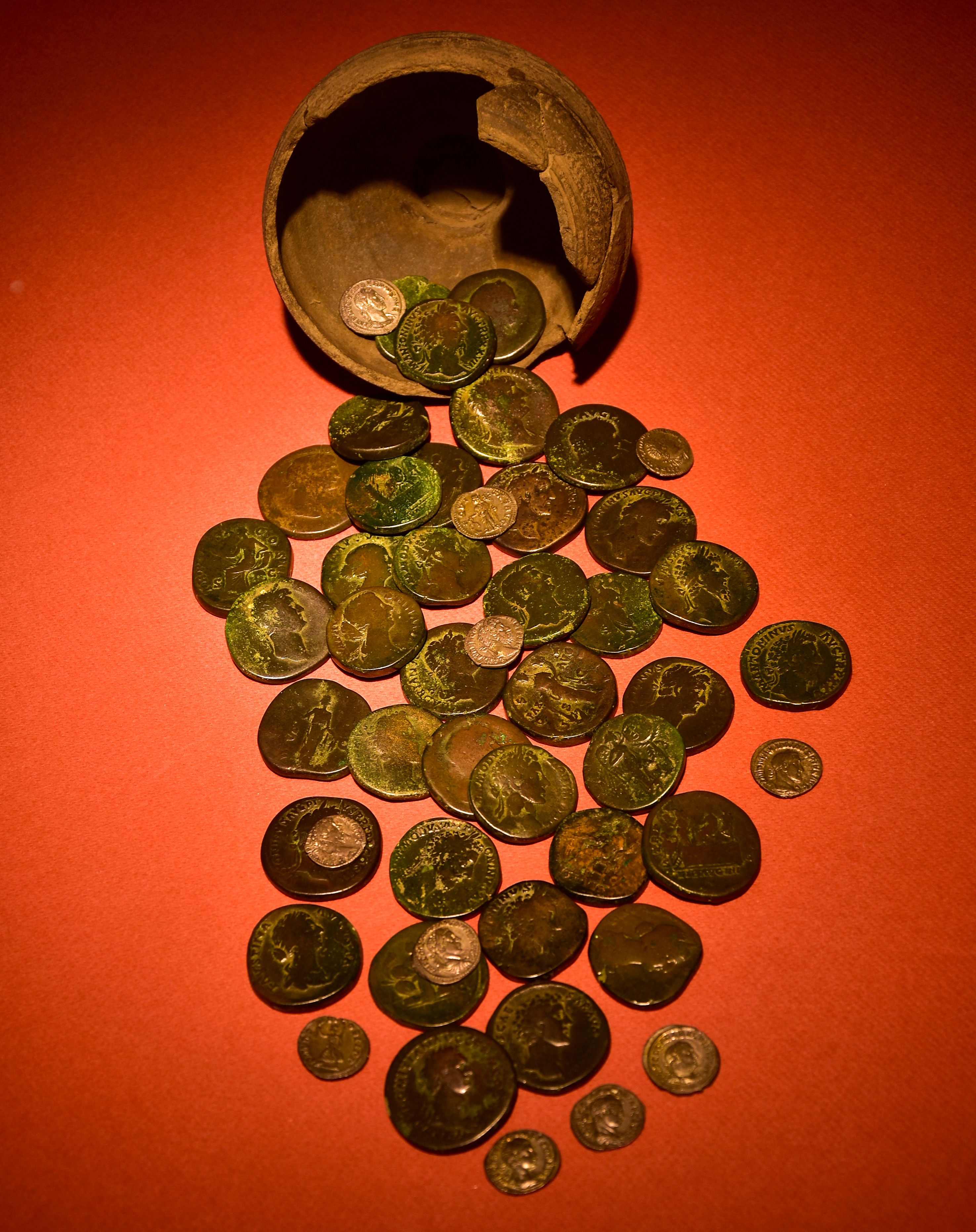
Münzschatz, um 250/275
FO: Oudenburg-Roksem
AO: Romeins Archeologisch Museum

Der historische Ortskern von Oudenburg mit den Relikten der römischen Besiedlung ist als Erfgoedobject (Erbgutobjekt) mit der ID 140011 nach dem Onroerenderfgoeddecreet (Dekret über unbewegliches Erbgut) und dem dazu gehörenden Onroerenderfgoedbesluit (Beschluss zu unbeweglichem Erbgut) unter besonderen Schutz gestellt und im Inventar der Erfgoedobjecten von Vlaanderen registriert. Nachforschungen und gezieltes Sammeln von Funden sind genehmigungspflichtig. Zufallsfunde sind an die Denkmalbehörden zu melden.
Der Verlauf eines Abschnitts der westlichen Kastellmauer des Steinkastells mit den Grundrissen zweier Türme wurde im Boden der modernen Stadt sichtbar gemacht.
Das Fundmaterial aus dem Kastell Oudenburg wird im Romeins Archeologisch Museum Oudenburg (RAM) präsentiert. Ein herausragender Fund ist der 1870 entdeckte Münzschatz aus der Oudenburger Teilgemeinde Oksem, ein Hortfund, der vermutlich mit den Überfällen germanischer Piraten in den Jahren zwischen 250 und 275 im Zusammenhang steht. Der Münzschatz besteht aus dem zerbrochenen Aufbewahrungsgefäß und insgesamt 49 Münzen, wovon 38 bronzene Sesterzen und 11 silberne Denare sind. Die Münzreihe beginnt mit einer Prägung des Vespasianus (69-79) und endet mit einer Münze des Balbinus (238). Die Sesterzen sind die älteren Prägungen mit einer Münzreihe von Vespasian bis Commodus (180-192), während die Silbermünzen jünger sind und von Commodus bis Balbinus reichen.